# Округ Грејнџер (Тенеси)
Грејнџер (енгл. Grainger County) је округ у америчкој савезној држави Тенеси.

## Демографија
По попису из 2010. године број становника је 22.657, што је 1.998 (9,7%) становника више него 2000. године.
| Група             | 2000.          | 2010.          |
| Белци             | 20.189 (97,7%) | 21.753 (96,0%) |
| Афроамериканци    | 67 (0,3%)      | 107 (0,5%)     |
| Азијати           | 18 (0,1%)      | 24 (0,1%)      |
| Хиспаноамериканци | 226 (1,1%)     | 530 (2,3%)     |
| Укупно            | 20.659         | 22.657         |